# 1701 en France
Température la plus basse notée à l'observatoire de Paris - 1.8°
Température la plus haute notée à l'observatoire de Paris ( à l'ombre à l'abri de tout reflet) 23.7°
Hauteur annuelles des pluies 578.7 mm
Chronologie de la France
- 1697
- 1698
- 1699
- 1700
- 1701
- 1702
- 1703
- 1704
- 1705

Cette page concerne l’année 1701 du calendrier grégorien.

## Événements
- 5 janvier : mort de Barbezieux[2]. Michel Chamillart devient secrétaire d’État à la Guerre le 8 janvier[3].
- 26 janvier : rétablissement de la milice[4]. 200 000 hommes sont recrutés en 1702, 455 000 entre 1703 et 1713, et directement incorporés dans l’armée de ligne. Pendant les deux premières années, les miliciens sont « élus » par la population rurale, puis face aux abus constatés par les autorités, tirés au sort parmi les hommes apte au service. Ce recrutement provoque de fortes résistances de la population[5],[6].

- 1er février : le parlement de Paris enregistre le maintien au roi d’Espagne ses droits à la couronne de France[7].
- 6 février : les troupes françaises chassent les Hollandais des Pays-Bas espagnols[8].

- 9 mars : signature à Versailles de l’alliance entre la France, l’Espagne et la Bavière[8].
- 12 mars : la capitation est rétablie[9].
- 31 mars : André Manessier obtient l’autorisation de rendre la Loire navigable entre Roanne et Saint-Rambert en Forez, moyennant un péage perpétuel. Il la rétrocède à son concessionnaire Pierre de La Gardette le 23 mai 1702[10], qui obtient des lettres patentes de Louis XIV le 4 juillet 1702. Après quatre années de travaux, la Loire est rendue navigable « depuis Villerest jusqu’au commencement de la plaine du Forez ». Les rambertes, chargées du charbon des mines de Saint-Étienne, descendent le fleuve à partir d’octobre 1704[11].

- 9 juin : mort de Monsieur, Philippe de France, frère de Louis XIV[2].
- 9 juillet : l’Autriche ouvre les hostilités ; victoire du prince Eugène, nommé président du conseil de Guerre, à la bataille de Carpi, sur l’Adige sur le comte de Tessé[8].

- 11 juillet : l’assemblée du clergé réunie à Versailles accorde au roi un « don gratuit » de 150 000 livres pour l’année 1701 et de 4 millions de livres pour l’année prochaine et les suivantes pendant la durée de la guerre[12]
- 20 juillet : interrogés sur l’affaire dite du « cas de conscience », quarante théologiens de la Sorbonne répondent que l’on peut accorder l’absolution sur son lit de mort à un ecclésiastique réfutant clairement les Cinq propositions attribuées à Jansenius, même si le mourant garde le silence quand il est interrogé sur l’auteur des fameuses propositions. Les Jésuites sont horrifiés par cette décision qu’ils jugent trop laxiste pour les Jansénistes ; une très vive polémique éclate. Elle n’est réglée qu’en 1709 avec l’écrasement de l’opposition politico-religieuse basée autour de Port-Royal[13].

- 27 août : signature à Madrid du contrat de l’Asiento (privilège de l’importation des Noirs en Amérique espagnole), concédé à la compagnie française de Guinée[14]. Il ouvre l’empire colonial espagnol au commerce français mais permet à Guillaume III d'Orange de former la Quadruple-Alliance de la Haye.

- 1er septembre : défaite de Villeroy à la bataille de Chiari[8].
- 7 septembre : coup d’envoi de la Guerre de Succession d’Espagne avec la signature de la « Grande Alliance » contre la France à La Haye[8]. Les membres de cette coalition sont les Provinces-Unies, l’Angleterre, l’Empire allemand, rejoints ensuite par le Portugal et la Savoie.
- 9 septembre : le prédicant protestant de Vagnas, Daniel Raoul, est roué à Nîmes[15].
- 14 septembre : une assemblée protestante est surprise au Creux-de-Veye, entre les Ollières et Pranles, en Vivarais[15]. Plusieurs personnes sont tuées ou blessées. Cinq prédicateurs sont exécutés, cinq sont envoyés aux galères, un autre meurt en prison[16].

- 19 septembre : un arrêt du conseil autorise l’émission des premiers « billets de monnaie »[17].

- 9 octobre : Abraham Mazel est « visité » de « l’esprit de prophétie » de Dieu lors d’une assemblée nocturne près de Toiras, entre Anduze et Saint-Jean-du-Gard[18].

- 6-7 novembre : une assemblée protestante est surprise à Tornac, dans les Cévennes, pendant la nuit[15]. Plus de quinze personnes sont tuées. Dix-huit personnes sont tuées lors d’une assemblée sur les bords du Vistre, dans les environs d’Uzès[16].

- Décembre : édit autorisant à la noblesse de faire commerce en gros sans déroger[19].